# João da Boêmia
João da Boémia ou João, o Cego (em luxemburguês:  Jang de Blannen; em alemão:  Johann der Blinde von Luxemburg; em tcheco/checo:  Jan Lucemburský; 10 de agosto de 1296 – Crécy-en-Ponthieu, 26 de agosto de 1346), foi conde de Luxemburgo a partir de 1309, rei da Boêmia a partir de 1310 e rei titular da Polônia, de 1310 a 1335. Pertencente à Casa de Luxemburgo, era o filho mais velho de imperador Henrique VII e de sua mulher, Margarida de Brabante.
João o Cego é conhecido por ter morrido em combate, aos 50 anos, embora já fosse cego mais de dez anos antes.  Aliado da França no início da Guerra dos Cem Anos, morreu durante a Batalha de Crécy, lutando contra os ingleses.
A batalha de Crécy ocorreu em 26 de agosto de 1346, perto de Crécy-en-Ponthieu, norte da França, e foi uma das mais importantes e decisivas da Guerra dos Cem Anos. Os ingleses empregaram novas armas e táticas, distanciando-se das normas e ideais cavalheirescos e marcando o princípio do fim da era da cavalaria. Nesse dia, o rei da Boêmia e conde de Luxemburgo, João I o Cego,  apresentou-se como nobre cavaleiro, a favor do rei Felipe. Em meio ao combate, ordenou que o conduzissem ao centro da batalha. Dois cavaleiros o guiaram, atando as  bridas dos seus cavalos às do rei, enquanto um outro guiava seu cavalo. Com o rei da Boêmia, morreram  11 príncipes e mais de 1.200 homens de armas da nobreza, incluindo  Carlos II, conde de Alençon (nascido em 1297), irmão do rei Filipe, assim como Luís I, conde de Flandres, e  Rodolfo de Lorena. Para alguns, a morte de João o Cego foi um  ato heróico; para muitos outros foi uma morte intencionalmente buscada.
O seu governo foi antecedido por Henrique da Caríntia, que governou pela segunda vez e foi sucedido por Carlos IV do Sacro Império Romano-Germânico.